# ختک
ختک (پشتو: خټک) نام قبیله‌ای از پشتون‌ها است که حدود ۳ میلیون نفر جمعیت دارند. ختک‌ها در باختر رود سند زندگی می‌کنند. خوشحال‌خان ختک شاعر معروف پشتون از اهالی این قبیله بوده است.

## نظریه تبار یونانی
پس از تشکیل کشور پاکستان برخی دانشمندان پاکستانی نظریه یونانی تبار بودن ختک‌ها را مطرح کردند. طبق تاریخ هرودوت آشکار است که قبیله ای با نام ساتاگیاد (یا ساتاگودای) در ناحیه ی غور افغانستان سکنا گزیدند.